# Леонардо Веліс
Леонардо Веліс (ісп. Leonardo Véliz, нар. 3 вересня 1945, Вальпараїсо) — чилійський футболіст, що грав на позиції нападника.
Виступав, зокрема, за клуби «Коло-Коло» та «Уніон Еспаньйола», а також національну збірну Чилі.

## Клубна кар'єра
У дорослому футболі дебютував 1964 року виступами за команду «Евертон» (Вінья-дель-Мар), в якій провів три сезони, після чого протягом 1968—1971 років захищав кольори клубу «Уніон Еспаньйола».
Своєю грою за останню команду привернув увагу представників тренерського штабу клубу «Коло-Коло», до складу якого приєднався 1972 року. Леонардо Веліс дебютував у складі «Коло-Коло» 19 березня 1972 року в матчі проти клубу «Депортес Антофагаста» і відіграв за команду із Сантьяго наступні три сезони своєї ігрової кар'єри. Більшість часу, проведеного у складі «Коло-Коло», був основним гравцем атакувальної ланки команди і допоміг команді виграти чемпіонат і кубок Чилі, а також стати фіналістом Кубка Лібертадорес 1973 року.
Протягом 1975—1978 років знову захищав кольори клубу «Уніон Еспаньйола». З цією командою він двічі вигравав чемпіонат Чилі в 1975 і 1977 роках і дійшов до фіналу Кубка Лібертадорес 1975 року.
1979 року повернувся до клубу «Коло-Коло». Цього разу провів у складі його команди ще три сезони, ще по два рази вигравши чемпіонат і Кубок країни. Загалом за два періоди виступів за «Коло-Коло» Вальдес провів 183 матчі в чемпіонаті Чилі і забив в них 29 голів.
Завершив ігрову кар'єру у команді «О'Хіггінс», за яку виступав протягом 1982—1983 років.

## Виступи за збірну
23 лютого 1966 року дебютував в офіційних матчах у складі національної збірної Чилі в товариському матчі проти збірної СРСР, що завершився з рахунком 0:2.
У складі збірної був учасником чемпіонату світу 1974 року у ФРН, де зіграв у всіх трьох матчах проти Західної Німеччини, Східної Німеччини та Австралії, але команда не здобула жодної перемоги і не подолала груповий етап.
Наступного року взяв з командою участь у розіграші Кубка Америки 1975 року, на якому зіграв у трьох іграх, але і тут чилійцям не вдалось пройти груповий раунд.
Останнім великим турніром для Веліса став розіграш Кубка Америки 1979 року, де Леонардо зіграв у шести матчах і разом з командою здобув «срібло».
Свій останній виступ за збірну Веліс провів у товариському матчі проти збірної Бразилії 26 серпня 1981 року, той матч завершився нічиєю 0:0. Загалом протягом кар'єри у національній команді, яка тривала 16 років, провів у її формі 39 матчів і забив 2 голи.

## Досягнення

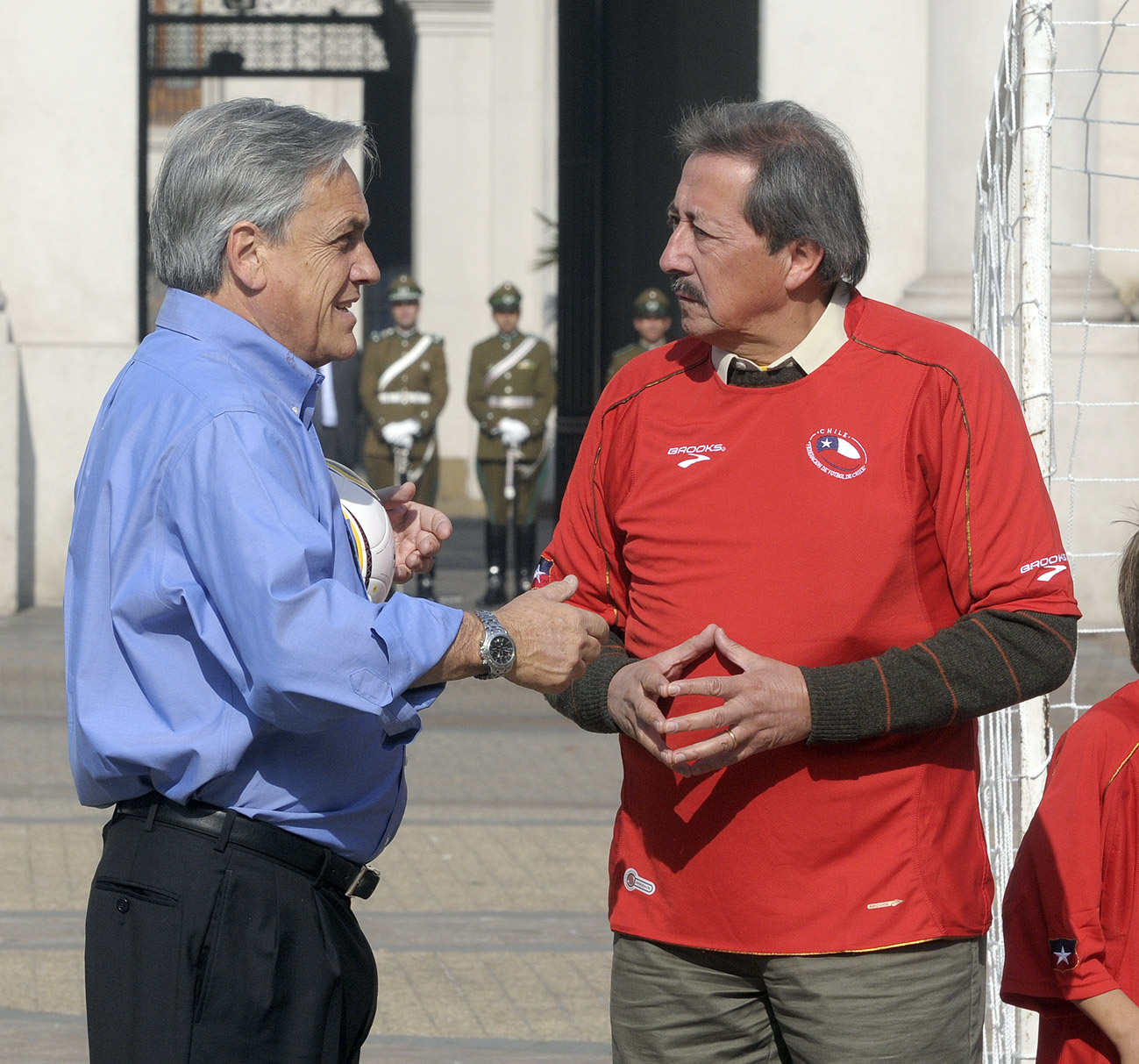
Леонардо Веліс (праворуч) із президентом Чилі Себастьяном Піньєрою. 2010 рік.

### Командні
Збірна Чилі
- Срібний призер Кубка Америки: 1979
- Володар Кубка Бернардо О'Хіггінса: 1966
- Володар Кубка Карлоса Діттборна: 1973

«Уніон Еспаньйола»
- Чемпіон Чилі (2): 1975, 1977
- Срібний призер чемпіонату Чилі (2): 1970, 1976
- Бронзовий призер чемпіонату Чилі: 1971
- Фіналіст Кубка Чилі: 1978
- Фіналіст Кубка Лібертадорес: 1975

«Коло-Коло»
- Чемпіон Чилі (3): 1972, 1979, 1981
- Срібний призер чемпіонату Чилі (2): 1973, 1982
- Бронзовий призер чемпіонату Чилі (2): 1974, 1980
- Володар Кубка Чилі (3): 1974, 1981, 1982
- Фіналіст Кубка Чилі (2): 1979, 1980
- Фіналіст Кубка Лібертадорес: 1973

«О'Хіггінс»
- Фіналіст Кубка Чилі: 1983